# میدان نفتی پایدار غرب
میدان نفتی پایدار غرب، یکی از میدان‌های نفتی ایران که با میدان نفتی فکه عراق دارای مخزن مشترک می‌باشد و در ۵۰ کیلومتری جنوب شرقی شهرستان دهلران و شمال میدان پایدار واقع شده و در سال ۱۳۵۹ با حفر اولین چاه کشف شده‌است. نفت این میدان از نوع سنگین است و فشار طبیعی مخزن آن پاسخگوی فشار لازم برای استخراج نفت نیست، از این رو استفاده از تلمبه بر سر چاه اجتناب ناپذیر است. شرکت نفت و گاز غرب، در سال ۱۳۸۸ به‌طور میانگین روزانه بین ۲۴ تا ۲۵ هزار بشکه نفت از این میدان برداشت کرده‌است.
نفت تولیدی چاه‌های میدان پایدار غرب به وسیله پمپ‌های چندفازی این مرکز از طریق دو لوله ۸ و ۱۰ اینچی به واحد بهره‌برداری چشمه خوش ارسال می‌شود.
میدان پایدار غرب، یکی از میدان‌ها حوزه فعالیت شرکت نفت مناطق مرکزی ایران است که با کشور عراق (میدان جبل فوقی) مشترک است (حدود ۲۰ درصد از میدان در خاک ایران و مابقی در خاک کشور عراق قرار دارد).